# Al-Yaʿqūbī
Abū l-ʿAbbās Ahmad ibn Ishāq ibn Wādih al-Yaʿqūbī (arabisch ابو العباس أحمد بن إسحاق ابن واضح اليعقوبي, DMG Abū l-ʿAbbās Aḥmad ibn Isḥāq Ibn Wāḍiḥ al-Yaʿqūbī geboren in Bagdad; gestorben im frühen 10. Jahrhundert, nicht vor 905 in Ägypten) war ein arabischer (schiitischer) Historiker und Geograph, der in der 2. Hälfte des 9. Jahrhunderts lebte.

## Leben
Al-Yaqubi wurde in der Kalifatshauptstadt Bagdad geboren und erhielt dort eine Ausbildung als Staatssekretär. Er diente unter den Tahiriden in Chorasan, wo er sein Geschichtswerk (Ta'rīkh) kurz vor dem Sturz der Dynastie 873 beendete. Er reiste dann nach Indien und ließ sich schließlich in Ägypten nieder. Hier, am Hof der Tuluniden, schrieb er sein Kitāb al-Buldān, das er 889–890 fertigstellte.

## Werke
- Al-Yaʿqūbīs Kitāb al-Buldān ("Buch der Länder") gilt als erstes geographisches Werk, das die Gebiete südlich der Sahara genauer beschreibt, jedoch ohne den Tschadsee zu erwähnen. Einige Autoren vermuten, dass das Geographiewerk einem Namensvetter des Historikers zuzuschreiben ist, da es keinerlei schiitische Tendenzen aufweist.[3] Seine Länderkunde wurde 1892 von M. de Goeje in Leiden herausgegeben (Kitab al-Boldan). Digitalisat des ersten Teils
- Seine Chronik Taʾrīḫ al-Yaʿqūbī gilt als eine der frühesten Kulturgeschichten des islamischen Mittelalters. Der erste Teil behandelt die vorislamische Zeit und nicht-islamische Völker, wie die griechische Antike, Babylonien/Assyrien, das alte Ägypten, biblische Erzählungen (wobei er unter anderem die Syrische Schatzhöhle als Quelle verwendete), den Evangelien und Indien (mit Erzählungen aus der Panchatantra und Schilderung der Seewege nach Indien und den Fernen Osten). Dabei gibt er auch Auszüge aus griechischen antiken Wissenschaftlern wie Hippokrates von Kos, Galenos, Euklid, Aristoteles, Nikomachos von Gerasa und Claudius Ptolemäus. Der zweite Teil behandelt Geschichte islamischer Länder bis 872. Ein Schwerpunkt ist dabei Armenien und Khorasan, er zitiert vor allem Theologen statt Dichter und gibt astronomische Informationen. Seine Neigung gilt der schiitischen Sichtweise. Die Chronik wurde 1883 von M. T. Houtsma in Leiden in zwei Bänden herausgegeben.
- Mušākalat an-nās li-zamānihim, eine Abhandlung, in der der Autor zu zeigen versucht, wie sich Lebensorientierungen und die Geschmäcker der Menschen nach denjenigen der Kalifen richten, unter denen sie leben.[4]

## Übersetzungen
- Matthew S. Gordon u. a. (Hrsg.): The Works of Ibn Wāḍiḥ al-Yaʿqūbī. An English Translation. 3 Bände. Brill, Leiden 2018.